# 리엔치

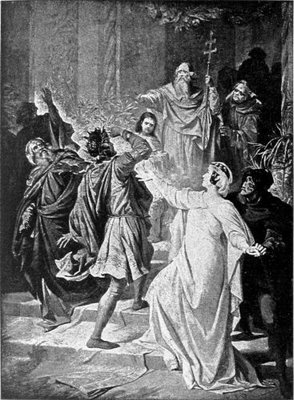

리엔치(Rienzi, der Letzte der Tribunen) WWV.49은 리하르트 바그너의 초기 오페라이다. 총 5막이며, 같은 이름의 소설을 토대로 바그너가 직접 리브레토를 썼다. 1838년에서 1840년 사이에 쓰여졌으며, 1842년 10월 20일 드레스덴에서 초연했다.

## 줄거리
배경은 중세 로마이며, 콜라 디 리엔치의 이야기를 다루고 있다.
리엔치는 호민관 정치를 시도하나, 각종 알력을 극복하지 못하고 결국 제거된다.